# Lenguas dhimálicas
Las lenguas dhimálicas o dhimal-toto es una pequeña familia lingüística formada por dos lenguas tibetano-birmanas el dhimal y el toto ambas habladas en India oriental y Nepal.
Su clasificación dentro de la familia tibetano-birmana es incierta, para van Driem es parte de una hipotética rama "sal" que engloba a las lenguas dhimálicas además de otras lenguas báricas.